# Юфола (Оклахома)
Юфола (англ. Eufaula) — місто (англ. city) в США, в окрузі Макінтош штату Оклахома. Населення — 2766 осіб (2020).

## Географія
Юфола розташована за координатами 35°17′32″ пн. ш. 95°35′11″ зх. д. / 35.29222° пн. ш. 95.58639° зх. д. (35.292114, -95.586425).  За даними Бюро перепису населення США в 2010 році місто мало площу 24,89 км², з яких 17,05 км² — суходіл та 7,84 км² — водойми.

## Демографія
Згідно з переписом 2010 року, у місті мешкало 2813 осіб у 1177 домогосподарствах у складі 705 родин. Густота населення становила 113 особи/км².  Було 1552 помешкання (62/км²).
Расовий склад населення:
| - 65,5 % — білих - 18,8 % — корінних американців - 7,0 % — чорних або афроамериканців - 0,6 % — азіатів |

До двох чи більше рас належало 7,4 %. Частка іспаномовних становила 2,5 % від усіх жителів.
За віковим діапазоном населення розподілялося таким чином: 20,3 % — особи молодші 18 років, 54,3 % — особи у віці 18—64 років, 25,4 % — особи у віці 65 років та старші. Медіана віку мешканця становила 46,2 року. На 100 осіб жіночої статі у місті припадало 86,8 чоловіків;  на 100 жінок у віці від 18 років та старших — 80,7 чоловіків також старших 18 років.
Середній дохід на одне домашнє господарство  становив 40 564 долари США (медіана — 30 781), а середній дохід на одну сім'ю — 49 179 доларів (медіана — 38 533). Медіана доходів становила 39 167 доларів для чоловіків та 25 433 долари для жінок. За межею бідності перебувало 30,0 % осіб, у тому числі 43,6 % дітей у віці до 18 років та 15,6 % осіб у віці 65 років та старших.
Цивільне працевлаштоване населення становило 919 осіб. Основні галузі зайнятості: освіта, охорона здоров'я та соціальна допомога — 21,2 %, роздрібна торгівля — 15,8 %, мистецтво, розваги та відпочинок — 11,6 %, публічна адміністрація — 10,1 %.